# Michael B. Jordan

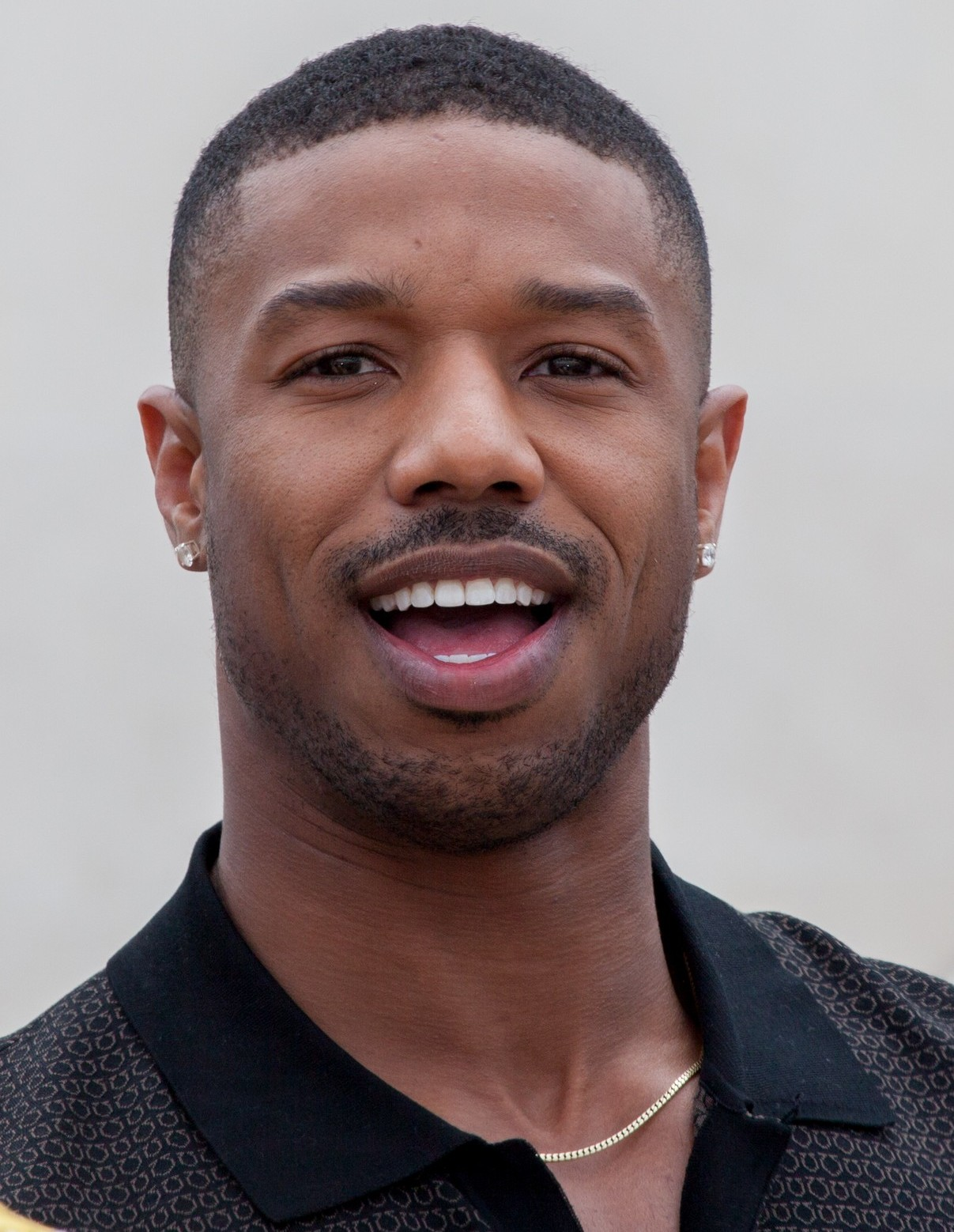
Michael B. Jordan bei den Filmfestspielen in Cannes im Mai 2018

Michael Bakari Jordan (* 9. Februar 1987 in Santa Ana, Kalifornien) ist ein US-amerikanischer Schauspieler und Regisseur.

## Leben
Michael B. Jordan wurde in Santa Ana im US-Bundesstaat Kalifornien geboren und wuchs in Newark, New Jersey auf, gemeinsam mit einem Bruder und einer Schwester. Bevor er schauspielte, war er Kindermodel für Unternehmen wie Toys “R” Us. Seit 1999 ist Jordan als Film- und Fernsehschauspieler aktiv. Seinen ersten kleinen Auftritt absolvierte er 1999 in einer Folge der Serie Die Sopranos. Erste größere Bekanntheit erlangte er mit der Rolle des Drogen dealenden Teenagers Wallace in der ersten Staffel der Serie The Wire im Jahr 2002. Es folgten weitere Film- und Fernsehrollen. Darunter mehrere Hauptrollen, so in der kurzlebigen kanadischen Sitcom The Assistants und in der Fernsehserie Friday Night Lights als Quarterback Vince Howard.
Dreimal wurde er in den 2000er Jahren für den Image Award in der Kategorie Bester Darsteller – Seifenoper nominiert. Für seine Rolle in Nächster Halt: Fruitvale Station erhielt er 2013 mehrere Auszeichnungen und Nominierungen, unter anderem gewann er den National Board of Review Award als Bester Nachwuchsdarsteller.
2015 war er in der Neuverfilmung der Fantastischen Vier in der Rolle der Menschlichen Fackel zu sehen.
Im Juni 2016 wurde Jordan als eine von 683 Persönlichkeiten von der Academy of Motion Picture Arts and Sciences als Neumitglied eingeladen. Im Basketball-Computerspiel NBA 2K17 „verkörpert“ er die Figur Justice Young. Zuvor hatte er 2011 bereits den Spielcharakter Jace Stratton in Gears of War 3 gesprochen.
2018 war er in der Marvel-Verfilmung Black Panther zu sehen, in der er den Antagonisten Erik Killmonger darstellte. Der Film wurde von Ryan Coogler inszeniert und markierte damit nach Nächster Halt: Fruitvale Station und Creed – Rocky’s Legacy (2015) die dritte Zusammenarbeit der beiden, eine Kooperation, die sich auch darüber hinaus fortsetzt.
2019 spielte er in Just Mercy den Anwalt und Bürgerrechtler Bryan Stevenson, der sich der Rechtshilfe vom Todeskandidaten in den USA verschrieben hat. Anfang 2023 wurde Creed III – Rocky’s Legacy veröffentlicht, der zugleich Jordans Regiedebüt darstellte. Im November 2023 wurde bekannt, dass ein vierter Film der Reihe vorbereitet werde, bei der erneut Jordan die Regie übernehmen soll.
Jordan wurde 2020 vom US-amerikanischen People Magazine zum Sexiest Man Alive ernannt.

## Filmografie

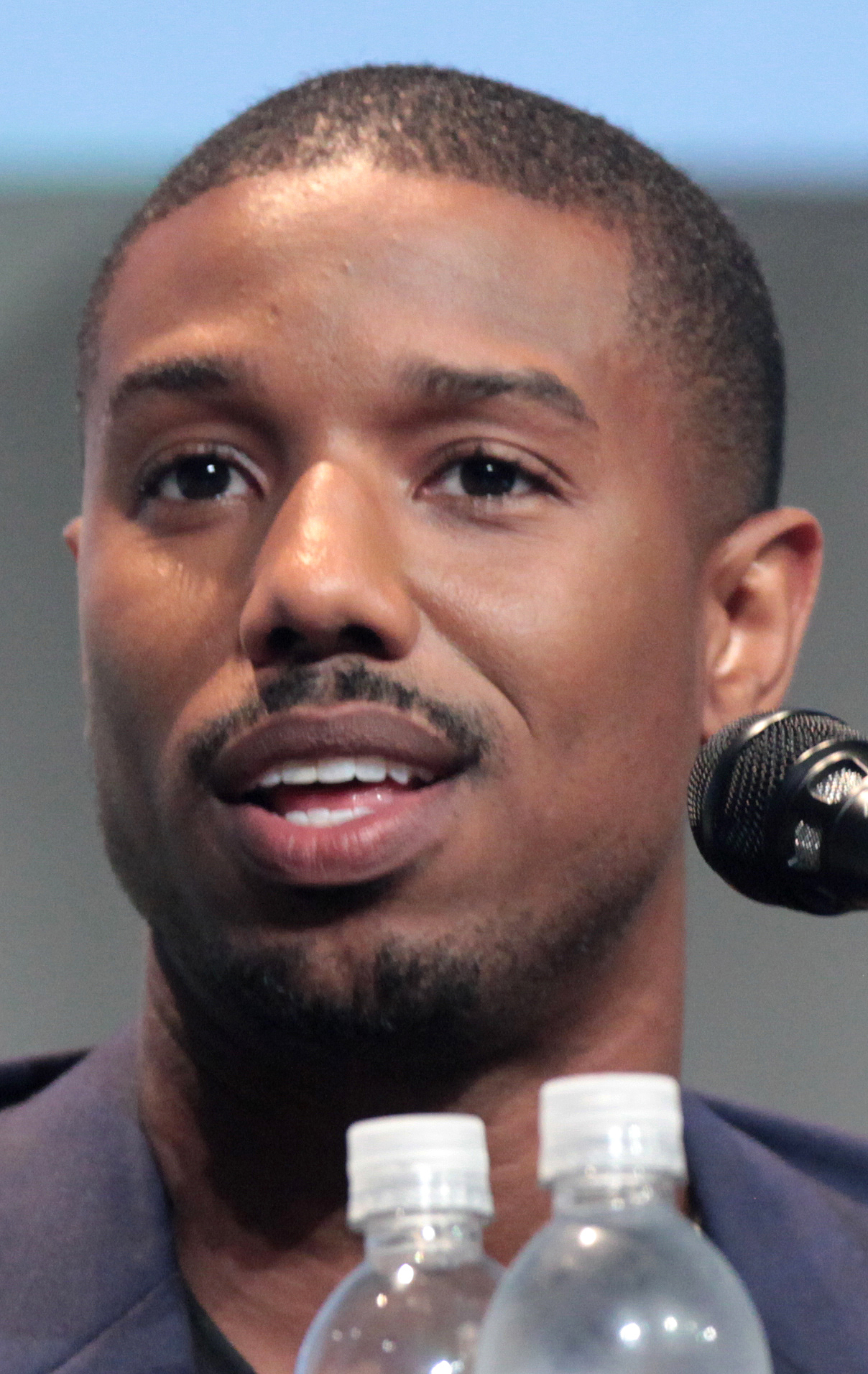
Michael B. Jordan auf der Comic-Con (2015)

- 1999: Die Sopranos (The Sopranos, Fernsehserie, Folge 1x07)
- 1999: Cosby (Fernsehserie, Folge 3x23)
- 1999: Black and White
- 2001: Hardball
- 2002: The Wire (Fernsehserie, 12 Folgen)
- 2003–2006: All My Children (Seifenoper)
- 2006: CSI: Den Tätern auf der Spur (CSI: Crime Scene Investigation, Fernsehserie, Folge 6x20)
- 2006: Without a Trace – Spurlos verschwunden (Without a Trace, Fernsehserie, Folge 5x06)
- 2007: Cold Case – Kein Opfer ist je vergessen (Cold Case, Fernsehserie, Folge 5x06)
- 2009: The Assistants (Fernsehserie, 13 Folgen)
- 2009: Pastor Brown
- 2009: Burn Notice (Fernsehserie, Folge 2x11)
- 2009: Bones – Die Knochenjägerin (Bones, Fernsehserie, Folge 5x03)
- 2009–2011: Friday Night Lights (Fernsehserie, 26 Folgen)
- 2010: Criminal Intent – Verbrechen im Visier (Law & Order: Criminal Intent, Fernsehserie, Folge 9x15)
- 2010–2011: Lie to Me (Fernsehserie, 2 Folgen)
- 2010–2011: Parenthood (Fernsehserie, 16 Folgen)
- 2012: Dr. House (House, Fernsehserie, Folge 8x14)
- 2012: Hotel Noir
- 2012: Red Tails
- 2012: Chronicle – Wozu bist Du fähig? (Chronicle)
- 2013: Nächster Halt: Fruitvale Station (Fruitvale Station)
- 2014: Für immer Single? (That Awkward Moment)
- 2015: Fantastic Four
- 2015: Creed – Rocky’s Legacy (Creed)
- 2016: NBA 2K17 (Spiel)
- 2018: Black Panther
- 2018: Fahrenheit 451
- 2018: Kin
- 2018: Creed II – Rocky’s Legacy (Creed II)
- 2019: Just Mercy
- 2019–2022: Raising Dion (Fernsehserie)
- 2021: Tom Clancy’s Gnadenlos (Tom Clancy's Without Remorse)
- 2021: Space Jam: A New Legacy
- 2021: What If…? (Fernsehserie, 2 Folgen, Stimme)
- 2021: A Journal for Jordan (auch als Produzent)
- 2021: Love, Death & Robots (Fernsehserie, Folge 2x07)
- 2022: Black Panther: Wakanda Forever
- 2023: Creed III – Rocky’s Legacy (Creed III, auch Regie und Produktion)
- 2025: Blood & Sinners (Sinners)